# Древнегреческая колонизация Северного Причерноморья
Древнегреческая колонизация Северного Причерноморья — самое северное направление общегреческого колонизационного движения VIII—VI веков до н. э. Первичное освоение древними греками Северного Причерноморья продолжалось с середины VII до V века до н. э.
Колонизация проходила в несколько этапов и на нескольких направлениях: западном (Нижнее Побужье и Нижнее Приднепровье, Западный и Юго-Западный Крым) и восточном (оба берега Керченского пролива, побережье вдоль Маркотхского хребта, Приазовье). В ходе колонизации было основано несколько десятков полисов и посёлков, среди которых самыми крупными были Пантикапей, Ольвия, Херсонес, Фанагория, Тира, Нимфей, Гермонасса. Основой хозяйства колоний была торговля с народами Черноморской степи, в особенности закупка зерна для его последующей перепродажи в Греции.
Закрепление греков в Восточной Европе позволило если не «окультурить», то отчасти приобщить к средиземноморской цивилизации территории, расположенные непосредственно к северу от Чёрного моря. В частности, именно из греческой Тавриды впоследствии пришло на Русь христианство.

## Общая характеристика
По материалам Западной Европы установлено, что основатели греческих колоний предпочитали селиться в устьях рек, где они «ловили» речную торговлю, часто связанную с вывозом из глубин материка железа и меди. Учитывая отсутствие крупных рек в самой Греции, эллинов также влекла пресноводная рыба (карповые, осетровые).
До прихода греков северные берега Чёрного моря населяли племена тавров и скифов (позднее также сарматов), с которыми прибывшие из Ионии (главным образом из Милета) колонисты установили сложные и разнообразные военные, культурные и торговые связи. Политическое устройство колоний было скопировано с устройства Милета и других метрополий. Местные жители занимались сельским хозяйством, рыболовством, ремёслами и торговлей. Через колонии осуществлялся вывоз зерна, шкур из Скифии в Грецию, взамен завозились в основном керамика, вино, оливковое масло. В рассматриваемом регионе (как и во всех прочих) покровителем колонистов считался Аполлон.
Древнейшие плавания были каботажными, то есть суда перемещались между гаванями, рассыпанными вдоль побережья. Чтобы попасть в нынешнее Приазовье, древним грекам необходимо было пройти Боспор Киммерийский (ныне Керченский пролив). Как отмечает археолог Павел Ларенок, уровень Мирового океана в то время был значительно ниже: «Азовского моря, каким мы его видим сейчас, не существовало. Достоверно известно, что его уровень был на несколько метров ниже. У Геродота нет упоминания о море, он называет этот водоём Меотидским болотом, скифскими прудами».

Следы наиболее ранних колоний, датируемые VII веком до нашей эры, выявлены на острове Березань и на территории современного Таганрога. В советское время среди археологов была популярна эмпориальная теория: предполагалось, что первые поселения греков (вроде Березани) состояли не из постоянных каменных построек, а из сезонных «шалашей», предназначенных для обмена товарами с местным населением. Высказывались даже сомнения в существовании на начальном этапе в колониях постоянного греческого населения. И действительно, до середины VI века до н. э. в Ольвии — Березани (часто трактуемых как единый полис с двумя «ядрами», отстоящими друг от друга на 60 км) застройка состояла исключительно из «землянок» (юртообразных жилищ, часто 3 на 3,5 м в диаметре, с подпоркой для шатровой кровли в центре), что совершенно не типично для греков. Впрочем, подобный земляночный период характерен не для всех греческих поселений: например, Фанагория с самого момента основания строилась в камне. Позже всех остальных полисов (за вычетом расположенного гораздо севернее Танаиса) возник Херсонес Таврический. 
В начале V века до нашей эры в Причерноморье наблюдаются кризисные явления: хора (сельская округа) Ольвии сокращается с сотен поселений до нескольких, отмирают пригороды и других полисов, а в Поднепровье исчезают великие скифские городища (вроде Бельского), с которыми греки и вели главным образом свою северную торговлю. Вместе с тем возле греческих приморских полисов появляются курганные некрополи степняков. В этот кризисный период Археанактиды объединили греческие полисы на берегах Боспора Киммерийского с Синдикой, положив начало Боспорскому царству. Не позднее 406 года до н. э. часть полисов примкнула к Делосскому союзу.
По оценке А. Бутягина, три крупнейших полиса Северного Причерноморья выбрали разные стратегии взаимодействия с автохтонным («варварским») населением: Ольвия сделала ставку на союз (а временами и подчинение), Херсонес — на вооружённое противостояние, а Пантикапей — на симбиоз. И действительно, в Боспорском царстве образовался органический сплав греческого и скифского начал, включавший захоронения правителей-конников в доспехах с луками в типичных для степи курганах, внутренность которых была, однако, подчинена правилам греческой архитектуры.

## Список колоний (с запада на восток)
- Тира (сейчас Белгород-Днестровский, основана ок. 502 г. до н. э.) — самый древний существующий на Украине город. В I веке н. э. здесь размещался римский гарнизон.
- Ольвия (район села Парутино; основана в первой четверти VI века до н. э.) — один из крупнейших полисов региона и один из немногих, где археологические слои не закрыты более поздней застройкой. Горожане предпочитали не конфликтовать со степняками, а откупаться от них[3]. Известно, что у скифского царя Скила был свой дом в Ольвии, а древнейшую монету там чеканил скифский династ[3]. В I веке н. э. здесь размещался римский гарнизон. О разграблении античного археологического наследия Ольвии в 2015 году снят украинский документальный фильм «Танцы на костях».
- Борисфенида (на острове Березань в устье Днепра) — первая греческая колония в Северном Причерноморье, позднее её центр переместился севернее в Ольвию; основана ок. 647 г. до н. э. и на протяжении всего своего существования оставалась посёлком земляночного типа[3].
- Калос-Лимен (у пгт Черноморское) — основан в IV в до н. э. ионийцами. В конце IV в до н. э. был захвачен херсонеситами; стал ареной противостояния между греками и степными народами — скифами и сарматами. Уничтожен сарматами в І в н. э.
- Керкинитида (сейчас Евпатория), основана около 550 г. до н. э. ионийцами. В IV — II вв. до н. э. находилась под властью Херсонеса, затем захвачена и практически разрушена скифами.
- Херсонес Таврический (сейчас на его месте Севастополь; основан в 422 г.[6] до н. э.) — важнейший город юго-западной Таврии; ослабленный борьбой со степными кочевниками и Боспором, попал в зависимость от Рима, позднее стал владением Византии. Его преемником стало княжество Феодоро.
- Феодосия — основана в середине VI века до н. э., с 355 г. до н. э. — захвачена Боспорским царством. После гуннского нашествия — аланское, затем хазарское поселение, постепенно опустевшее. Возрождение началось с 1267 г., когда это место было выкуплено у татар генуэзцами под торговую факторию и где возродился город под именем Кафа.

- Пантикапей  (ныне Керчь, основан в самом конце VΙΙ в. до н. э. или первой четверти VΙ в. до н. э.), вскоре после основания стал столицей Боспорского царства, в которое также вошли ближайшие к нему полисы и поселения:
  - Нимфей
  - Тиритака
  - Мирмекий
  - Илурат
  - Киммерик
  - Акра
  - Китей
  - Зенонов Херсонес
  - Гераклий
  - Порфмий
  - Парфений

### На азиатской стороне Боспора Киммерийского
Все перечисленные ниже поселения входили в состав Боспорского царства:
- Гермонасса — основана милетянами в первой четверти VI века до н. э.
- Кепы — основаны милетянами в 580-е — 570-е годы до н. э.
- Корокондама
- Патрей — основан не позднее третьей четверти VI века до н. э.
- Фанагория — крупнейший город на азиатской стороне Керченского пролива; основан вскоре после 543 года до н. э. теосцами, не пожелавшими терпеть притеснения персов во главе с Гарпагом.
- Зенонов Херсонес и Киммерий

- Ахиллий
- Бата

### В северном Приазовье
- Кремны[3] (?), ионийское поселение на месте современного Таганрога, существовало в VIII-VII вв. до н. э., предположительно оставлено из-за конфликта со скифами, останки скрыты водами Азовского моря[11].
- Танаис, основан в IV веке до н. э.[6] и просуществовал не менее 600 лет — до великого переселения народов.

## Судьба таврических греков
В I в. до н. э. Боспорское царство попало в зависимость от малоазийского Понтийского царства, а позднее — от Римской империи, для которой Северное Причерноморье стало захолустной северо-восточной окраиной. Южнее современной Ялты даже была построена римская крепость — Харакс. Также под римской оккупацией оказались Тира и Ольвия.
Практически все греческие полисы Причерноморья погибли или перенесли глубочайший кризис во времена Великого переселения народов. Греческие колонии (в особенности Херсонес как крупнейшая из них) являлись форпостом античной, а позднее христианской цивилизации в варварском мире юго-восточной Европы.  Именно здесь в IX веке крестился великий князь киевский Владимир, отсюда шло распространение христианства на Русь.

Херсонес, будучи частью Византийской империи, продолжал оставаться христианским городом до 1399 года, когда был разрушен войсками татарского мурзы Едигея и окончательно заброшен. После этого единственным греческим государством Северного Причерноморья осталось православное княжество Феодоро на юге полуострова. Греки также составляли большинство населения в генуэзских колониях Крыма. Значительная часть их погибла вследствие турецкого завоевания в 1475 г., оставшиеся были в значительной степени отюречены, приняв ислам. 
Таврические греки были выселены из Крыма Екатериной ІІ в 1778 году в Приазовье, но со временем частично вернулись (см. греки Приазовья и греческий проект). В 1944 году греки вновь были депортированы из Крыма.